# Retaule de Santa Anna i la Mare de Déu (Destorrents)
El Retaule de Santa Anna i la Mare de Déu del palau reial de l'Almudaina de Mallorca és una obra del gòtic català del segle xiv, obra de Ramon Destorrents a la segona meitat del segle xiv. L'obra va ser encarregada pel rei Pere el Cerimoniós a Ferrer Bassa, que probablement la va començar. A la mort de Bassa víctima de la pesta el 1348, va ser continuat pel seu deixeble i membre del seu taller, Ramon Destorrents. Es conserva la taula central dedicada a la santa sostenint als seus braços la Mare de Déu, que es troba al Museu Nacional d'Art Antic de Lisboa.

## Història
El rei de la Corona d'Aragó, Pere el Cerimoniós, va encarregar el 1343 un seguit de retaules al seu pintor de referència, en Ferrer Bassa, per tal de decorar les capelles dels seus palaus reials: el castell de Lleida, la capella de Santa Àgata a Barcelona, el castell de Perpinyà i pel palau reial de l'Almudaina de Mallorca, regne que acabava de conquerir aquell any.
Simultàniament, el pintor havia rebut l'encàrrec de l'abadessa del monestir de Pedralbes, Francesca Saportella, neboda de la reina Elisenda de Montcada, fundadora del monestir, per a pintar la cel·la de Sant Miquel, una obra que ha arribat quasi intacta fins a l'actualitat i ha esdevingut la millor pintura al fresc que es conserva del gòtic català del segle xiv.
Tot i que va començar per l'encàrrec reial, el 1346 va haver d'interrompre-ho per enllestir les pintures del monestir de Pedralbes, i així, el darrer retaule dels corresponents a les capelles reials de Pere III va ser el Retaule de Santa Anna i la Mare de Déu, del palau reial de l'Almudaina, que va quedar inacabat i seria finalitzat pel seu deixeble Ramon Destorrents.
La taula central va ser adquirida pel Museu Nacional d'Art Antic de Lisboa el 1921.